# Палакария
Палакарѝя е река в България, Софийска област – община Самоков, ляв приток на река Искър. Дължината ѝ е 39,2 km.
Река Палакария извира от южното подножие на връх Купена във Витоша, на 2015 m н.в. Тече в южна посока, а след село Ярлово на югоизток и протича в широка долина (Палакарията) между планините Плана на североизток и Верила на югозапад. При село Белчин завива на изток, преминава през Самоковското поле, при село Райово се насочва на североизток, а след село Широки дол на север и се влива отляво в река Искър на 827 m н.в. в близост до вилна зона „Мечката“.
Площта на водосборния басейн на реката е 402 km2, което представлява 4,7% от водосборния басейн на река Искър.
В река Палакария се вливат множество малки реки: → ляв приток, ← десен приток
- ← Шарковица
- ← Кумански дол
- ← Станин дол
- ← Божин дол
- ← Сливов дол
- → Крайна река
- ← Клисура
- → Лустра (най-голям приток)
- ← Турски дол
- → Просени дол
- ← Широки дол
- → Селска река
- ← Реката
- ← Клисурица
- → Ямища
- ← Кременица
- ← Кривопор
- ← Рельово
- → Ширината
- → Драголия (Драгоман)
- → Шулейман (Шулиман)
- ← Ръжана
- ← Малката река
- → Широкодолска река
- → Проданов дол
- ← Крива река

Многогодишният среден отток при село Рельово е 1,85 m3/s.
По течението на реката са разположени селата: Ярлово, Ковачевци, Поповяне, Белчин, Рельово, Райово и Широки дол.
В средното и долното си течение водите на реката се използват главно за напояване.

## Топографска карта
- Лист от карта K-34-59. Мащаб: 1 : 100 000.
- Лист от карта K-34-60. Мащаб: 1 : 100 000.